# 그렌츠알레역
그렌츠알레역(U-Bahnhof Grenzallee)은 베를린 노이쾰른구 브리츠에 있는 U7의 역이다. 1930년 12월 21일에 CI선의 중간 종착역으로 개업했다. 2022년 11월 2일에 엘리베이터가 운영을 시작했다.

## 역사
1930년 12월 21일 베르크슈트라세(현재의 카를마르크스슈트라세역)-그렌츠알레 구간의 종착역으로 개업했다. 공사 허가는 1928년에 인가되었고, 1930년 개통 이후에는 베딩역에서 온 열차가 노이쾰른까지 운행했다. 공사 당시 역 남동쪽의 노이쾰른 운하와 텔토 운하가 분기되는 지점 근처에 추가로 차량 기지를 건설할 계획이 있었다. 이를 위해서 4선 규모의 기지 인입선을 건설할 수 있는 터널을 시공해 두었으나 기지 자체가 건설되지는 않았다.
알프레드 그레난데르가 신즉물주의 양식으로 설계했으며, 이 역사는 그가 설계한 역사 중 후반부에 속한다. 밝은 녹색과 녹색 사이에 있는 색을 사용했으며, 그레난데르의 원칙이었던 각각 역사별로 주된 색상을 사용하는 것에서 벗어나지 않았다. 역사 외벽과 승강장 전망실은 세라믹 타일 재질로 마감했다. 천장은 밝은 색으로 마감했으며, 리벳이 드러나는 기둥을 사용했다. 개통 당시 승강장 바닥은 아스팔트 재질로 포장되었다. 승강장 길이는 120 m, 폭은 13 m이며, 지하 6.3 m에 위치해 있다.
1944년 BVG는 방위 산업체 헨셸에 노이쾰른역, 그렌츠알레역, 주변 터널 등을 연간 40,000 라이히스마르크에 임대해 주면서 C선의 운행이 당시 베르크슈트라세역까지로 단축되었다. 제2차 세계 대전이 막바지로 달하면서 임대 사용의 필요성도 감소했다.
1945년 6월 26일 그렌츠알레-노이쾰른-베르크슈트라세 구간이 단선 운행으로 복구되었다. 1945년 12월 5일에는 기존의 북쪽 구간과 다시 연결되었고 복선 운행이 재개되었다.
BVG가 서베를린과 동베를린으로 분단되면서 1949년 8월 1일부터는 CI선 운영 인력 배치가 동베를린 BVG 담당이 되었고, 열차 운행과 전력 공급은 서베를린 BVG 담당이 되었다. 1953년 8월 15일 서베를린 BVG는 CI선을 부슈크루크알레(Buschkrugallee)를 따라서 브리츠까지 연장하기로 계획했다. 1955년 연장 노선이 독립된 H선이 되었고, 루도-그렌츠알레, 메링담, 지멘스슈타트를 경유하기로 결정했다. 1956년 5월 3일 C선의 북부 구간이 영업을 시작하면서 이 역에서 출발한 열차는 쿠르트슈마허플라츠역, 1958년 5월 31일부터는 알트테겔역까지 운행했다.
1959년 11월 2일 브리츠 방면 노선 연장이 착공했고, 1963년 9월 28일 개통하면서 중간 종착역에서 벗어나게 되었다. 1966년 3월 1일부터 새로운 노선 안내 시스템을 도입하면서 7호선 열차가 정차하게 되었다. 이와 동시에 브리츠쥐트역 근처에 대규모 차량 기지를 건설하면서 그렌츠알레역 건설 당시의 차량 기지 계획은 백지화되었다.
1990년대에 보수 공사를 거치면서 아스팔트 재질 승강장을 어두운 녹색 세라믹 타일 재질로 교체했다. 이 과정에서 점자 블록이 설치되었고 조명 시설이 개선되었다. 반면 엘리베이터 설치는 중요도를 높게 두지 않았다. 2017년/2018년까지 엘리베이터 완공 예정으로 140만 유로 예산을 배정했다. 원래는 역 개보수공사와 동시에 엘리베이터를 설치하려고 했으나 예산 확보 문제로 지연되었다. 그 후 엘리베이터 완공은 2019년 말에서 2020년 말로 계속 연기되었다. 엘리베이터는 최종적으로 2022년 11월 2일에 완공되었다. 공사에는 총 2년이 소요되었고 220만 유로가 투입되었다.

## 인접 철도역
| 베를린 지하철 7호선               | 베를린 지하철 7호선 | 베를린 지하철 7호선    |
| --------------------------------- | ------------------- | ---------------------- |
| 노이쾰른 라트하우스 슈판다우 방면 | U7                  | 블라슈코알레 루도 방면 |